# 摇篮山-圣克莱尔湖国家公园
摇篮山-圣克莱尔湖国家公园（Cradle Mountain-Lake St Clair National Park）位于澳大利亚塔斯馬尼亞州中央高地地区，霍巴特西北165公里（103英里）处。公园内有许多步行小径，著名的摇圣徒步道起点就位於公園內。摇篮山和圣克莱尔湖分別坐落於公园北端和南端。该公园是世界遺產塔斯马尼亚荒野的一部分。1827年和1828年，欧洲人首次探索摇篮山。1832年，圣克莱尔湖被發現。      

## 更多阅读
- Chapman, John, Monica Chapman and John Siseman (2006) Cradle Mountain, Lake St Clair and Walls of Jerusalem National Parks 5th ed. Laburnum, Vic. : J. Chapman. ISBN 1-920995-01-3国际标准书号 Special:BookSources/1-920995-01-3